# Баня (мультфильм)
«Баня» — советский полнометражный мультипликационный фильм 1962 года, поставленный совместно режиссёрами Сергеем Юткевичем и Анатолием Карановичем по одноимённой пьесе В. В. Маяковского.

## Сюжет
Уже очень давно и безуспешно пытаются пробиться к главному начальнику по управлению и согласованию — главначпупсу товарищу Победоносикову — изобретатели машины времени Чудаков и Велосипедкин. Их гоняют вперед и назад, направо и налево, а когда они оказываются у дверей кабинета Победоносикова, им преграждает путь фигура секретаря главначпупса Оптимистенко. Про их изобретение пронюхал английский турист Понт Кич. Вместе со своей переводчицей Мезальянсовой и председателем «Кокуса» — комиссии по культурным связям — Иваном Ивановичем он приходит в подвал, где трудятся изобретатели. Очарованный иностранцем Иван Иванович предлагает изобретателям продать Понт Кичу их изобретение. Чудаков показывает действие машины. Из неё появляется письмо из будущего. Понт Кич всё фотографирует. Но изобретатели отказываются от денег и засвечивают его плёнку.
Вновь пытаются они пробиться к Победоносикову, диктующему машинистке свои глупые речи. Но на их заявлении стоит резолюция главначпупса — «отказать». Несмотря на все препоны, машина времени работает. Из неё появляется Фосфорическая женщина — делегатка 2030 года. Она уполномочена отобрать лучших для путешествия в будущий век. Все бюрократы, чинуши и негодяи хотят попасть в это первое путешествие. Но отбор идёт строгий и вот начинается полёт. Мелькают события прошедших лет, заканчивающиеся триумфальным полётом космонавта. А отрицательные персонажи «Бани» попадают в корзину с мусором.

## Создатели
- Сценарий и постановка: Сергей Юткевич, Анатолий Каранович
- Оператор: Михаил Каменецкий
- Художник: Феликс Збарский
- Композитор: Родион Щедрин
- Звукооператор: Борис Фильчиков
- Монтажёр: Лидия Кякшт
- Второй художник: Валентина Василенко
- Кукловоды: Владимир Пузанов, Мария Портная, Юрий Клепацкий
- Художник-мультипликатор: Вячеслав Котёночкин
- Текст читают: Екатерина Райкина, Аркадий Райкин
- Оператор комбинированных съёмок: Борис Арецкий
- Оператор рисованной мультипликации: Николай Гринберг
- Ассистент режиссёра: М. Рапопорт
- Ассистент оператора: А. Шик
- Шумовое оформление: Александр Баранов
- Литературный консультант: Василий Катанян
- Редактор: Борис Воронов
- Куклы и декорации выполнили: В. Куранов, Вера Калашникова, Павел Гусев, Владимир Аббакумов, Валерий Петров, Борис Караваев, Олег Масаинов, В. Чернихов, Вера Черкинская, Владимир Алисов, Павел Лесин, Семён Этлис
- под руководством: Романа Гурова
- Оркестр управления по производству фильмов (дирижёр Эмин Хачатурян; солист Артур Эйзен).

## Производство
Для создания ленты использовался метод киноколлажа, сочетающий в себе такие приёмы, как документальные кадры, рисованная и кукольная мультипликация, а также игра живых актёров.
Персонаж Фосфорической женщины разрабатывался по мотивам рисунков Пабло Пикассо.

## Отзывы
Сергей Асенин, видя в фильме «начало большой и чрезвычайно сложной творческой задачи — экранизации пьес Маяковского», назвал его «большим принципиальным явлением в области мультипликационного кино». Вместе с тем критик отметил ряд недостатков, таких как стилистический разнобой, излишняя перегруженность некоторых эпизодов, а в некоторых местах и интонации актёров. Тем не менее, по мнению Асенина, «отдельные просчеты… не могут умалить несомненные достоинства этого по-маяковски яркого и талантливого произведения».
Анализируя советскую мультипликацию начала 1960-х годов, Георгий Бородин выделял фильм «Баня», как наиболее богатый технологическими и творческими открытиями, которые обновили арсенал приёмов в кукольном кино.